# Джикич, Осман
Осман Джикич (серб. кир. Осман Ђикић; 7 января 1879, Мостар, Босния и Герцеговина, Австро-Венгрия — 30 марта 1912, Мостар, Босния и Герцеговина, Австро-Венгрия) — боснийский поэт и драматург. Он родился в Боснии и был сербом-мусульманином.

## Биография
Осман Джикич родился в Мостаре 7 января 1879 года в семье среднего класса Ахмета Джикича (1858–1918) и матери Ханы (урожденная Курт; умерла в 1908 г.). Он успешно окончил начальную школу в Мостаре, а также пять лет средней школы в Мостарской гимназии, прежде чем был исключен за публичную поддержку сербского национализма. Он переехал в Белград, чтобы закончить образование, а затем переехал в Стамбул, где окончил среднюю школу. Позже окончил Новую венскую коммерческую академию в Вене. Осман Джикич женился на сербской актрисе Заре Топалович в Вене в 1905 году.
После окончания университета Джикич работал кассиром в Загребе, Брчко и Мостаре. Позже он был редактором газеты «Единство» и публиковал статьи в «Боснийском вестнике».

### Писательская деятельность
Осман Джикич был известным поэтом и драматургом в Боснии. Впервые он опубликовал свои стихи в боснийских газетах, таких как «Бехар» («Цвет»), «Босанская вила» («Боснийская фея») и «Зора» («Рассвет»). Один из его первых сборников стихов был опубликован в 1900 году. Этот сборник известен как «Побратимство» («Альянс»). Критика запретила Джикичу продолжать публиковать свои литературные произведения в «Бехаре».
Позднее Джикич самостоятельно опубликовал два сборника стихов: «Muslimanskoy mladeži» ("Мусульманской молодёжи") в Дубровнике в 1902 году и «Ašiklije» (Влюбленные) в Мостаре в 1903 году.
Как фольклорист Джикич собирал традиционные народные песни из Мостара и соседнего Стола. Впоследствии он скомпоновал народные песни в сборник в 5000 стихов, издал и передал его Сербской королевской академии.
Джикич написал три драмы: «Златия», опубликованнаю в 1906 году; «Состояние», вышедшая в 1906 году; и Мухаджир ("Беженец"), опубликованная в 1909 году.

### Политическая деятельность
Джикич переехал в Сараево в 1909 году и тайно присоединился к Мусульманской национальной организации, помогавшей бедным студентам-мусульманам. В 1909 году он был назначен секретарем Гаджера и редактором журнала. Осман Джикич был глубоким сторонником сербского национализма и единственного южнославянского государства (Югославии). Он ратовал за сотрудничество между боснийскими мусульманами и боснийскими православными христианами. В 1910 году создал оппозиционный политический журнал «Автономия», где работал главным редактором.

### Смерть
Джикич умер от туберкулеза 30 марта 1912 года в возрасте 33 лет. Похоронен на кладбище Большого Гарема в Мостаре. 14 сентября того же года его жена Зора также умерла от туберкулеза. В 1936 году белградский архитектор Александр Дероко спроектировал и построил мавзолей Джикича в псевдо-мавританском стиле. Однако останки Джикича были впоследствии переданы в тюрбе, где над его могилой был построен саркофаг. Во время Второй мировой войны усташи разрушили тюрбе, но впоследствии он был реконструирован. В 1993 году военизированные хорватские силы, известные как Хорватские оборонительные силы, взорвали тюрбе. В результате взрыва произошло разрушение саркофага. После войны тюрбе был полностью восстановлен.

## Произведения
- Сборники стихов
  - Pobratimstvo, 1900
  - Muslimanskoj mladeži, 1902
  - Ašiklije, 1903
- Драмы
  - Zlatija, 1906
  - Stana, 1906
  - Muhadžir, 1909